# Élections générales albertaines de 1982
L'élection générale albertaine de 1982 eut lieu le 2 novembre 1982 afin d'élire les députés de l'Assemblée législative de l'Alberta.

## Résultats
| Parti                      | Parti                      | Chef        | # de candidats | Sièges | Sièges | Sièges  | Voix    | Voix    | Voix    |
| Parti                      | Parti                      | Chef        | # de candidats | 1979   | Élus   | % Diff. | #       | %       | % Diff. |
| -------------------------- | -------------------------- | ----------- | -------------- | ------ | ------ | ------- | ------- | ------- | ------- |
|                            | Progressiste-conservateur  |             | 79             | 74     | 75     |         | 588 485 | 62,28 % |         |
|                            | Nouveau Parti démocratique |             | 79             | 1      | 2      | +100 %  | 177 166 | 18,75 % |         |
|                            | Indépendant                | Indépendant | 34             | -      | 2      |         | 36 590  | 3,87 %  |         |
|                            | Western Canada Concept     |             | 78             | *      | -      | *       | 111 131 | 11,76 % |         |
|                            | Libéral                    |             | 29             | -      | -      | -       | 17 074  | 1,81 %  |         |
|                            | Crédit social              |             | 23             | 4      | -      | -100 %  | 7 843   | 0,83 %  |         |
|                            | Alberta Reform Movement    |             | 14             | *      | -      | *       | 6 258   | 0,66 %  | *       |
|                            | Communiste                 |             | 8              | -      | -      | -       | 389     | 0,04 %  | -       |
| Total                      | Total                      | Total       | 344            | 79     | 79     | -       | 944 936 | 100 %   |         |
| Source : Elections Alberta |                            |             |                |        |        |         |         |         |         |

Notes :
* N'a pas présenté de candidats lors de l'élection précédente